# アガーテンブルク
アガーテンブルク（ドイツ語: Agathenburg、低地ドイツ語: Gothenborg）は、ドイツ連邦共和国ニーダーザクセン州のシュターデ郡に属す町村（以下、本項では便宜上「町」と記述する）である。この町はザムトゲマインデ・ホルネブルクを構成する自治体の一つである。

## 歴史

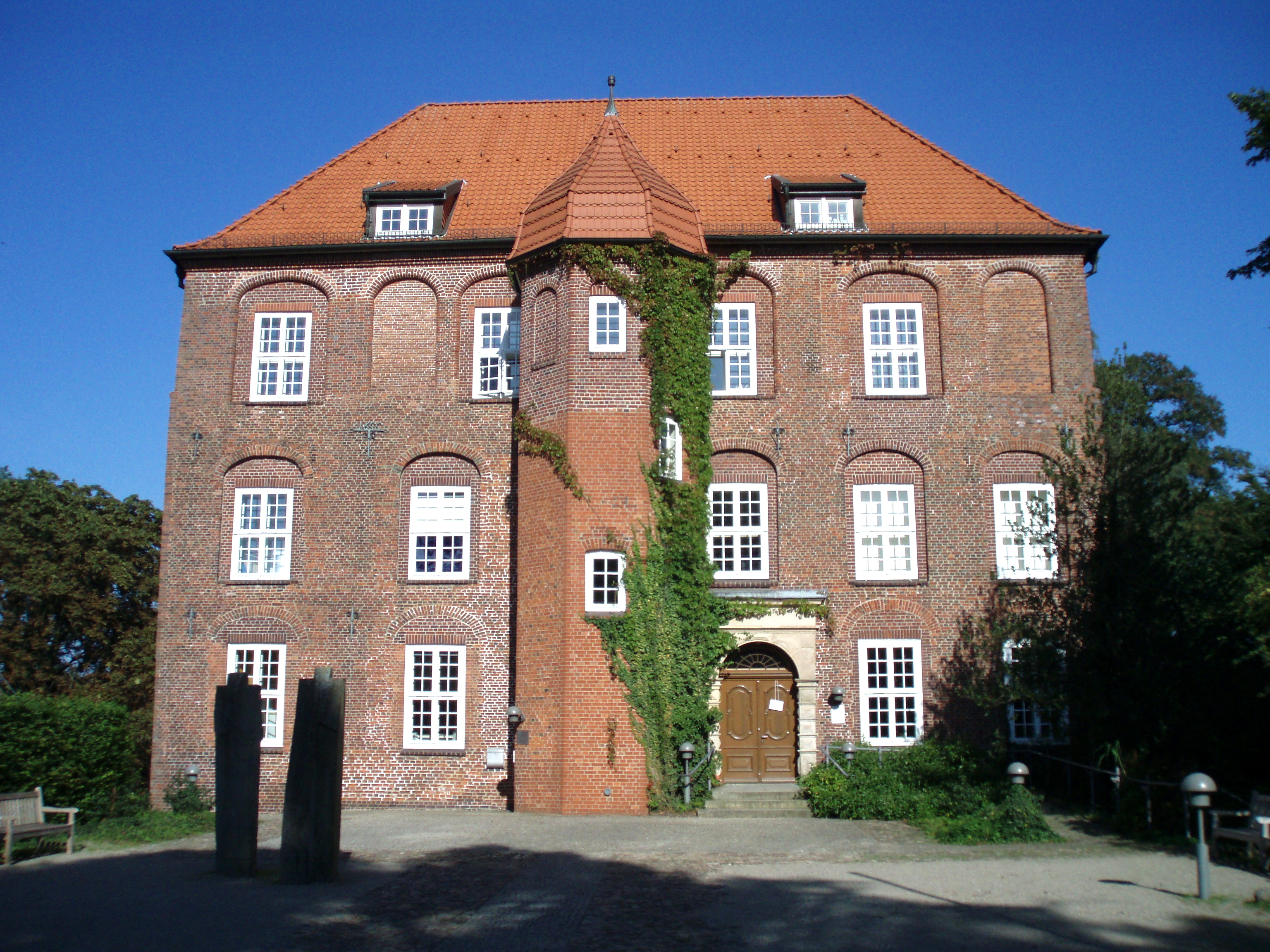
アガーテンブルク城

1652年にブレーメンおよびフェルデン公領を治めるスウェーデンの総督ハンス・クリストフ・フォン・ケーニヒスマルクはリート村の古い農場を手に入れ、城を建てた。彼はこの城を、夫人アガーテ・フォン・レーステンの名にちなんでアガーテンブルクと名付けた。リート村もこれ以降、この名で呼ばれるようになった。
ケーニヒスマルクはアルトマルク地方の同名の村出身で、スウェーデン女王クリスティーナから伯位を授かった。彼はイギリス王兼ハノーファー選帝侯ジョージ1世妃ゾフィー・ドロテー・フォン・ハノーファーとの交際で知られるフィリップ・クリストフ・フォン・ケーニヒスマルクやポーランド王兼ザクセン選帝侯アウグスト2世（強健王）の愛人であったマリア・アウローラ・フォン・ケーニヒスマルクの祖父にあたる。1680年に母親がスウェーデンに移るまで、彼はしばしばシュターデからやって来て子供や妻とともにアガーテンブルクで何日も過ごした。

## 行政

### 議会
アガーテンブルクの町議会は11議席からなる。

### 紋章
この町の紋章には右向きの青い三角が3つ描かれている。

## 文化と見所

### 建造物
- アガーテンブルク城; 彫刻公園が併設されている。

## 経済と社会資本

### 交通
アガーテンブルクは、ハンブルクとクックスハーフェンとを結ぶ連邦道B73号線沿いに位置する。
クックスハーフェン - ハンブルク間のニーダーエルベ鉄道もこの町を通っている。駅はハンブルクSバーン網に組み込まれている。
さらにハンブルク - クックスハーフェン広域自転車道および北海海浜自転車道もこの街を通っている。

## 引用
1. ↑  Landesamt für Statistik Niedersachsen, LSN-Online Regionaldatenbank, Tabelle A100001G: Fortschreibung des Bevölkerungsstandes, Stand 31. Dezember 2023